# Elie Rous
Elie Rous (Sète, 11 settembre 1909 – Tarbes, 2 aprile 1987) è stato un allenatore di calcio inglese.

## Carriera

### Allenatore
Nella stagione 1939-1940 ha allenato il RC France, club della prima divisione francese, con cui ha anche vinto la Coppa di Francia. Dal 1940 al 1943 ha invece allenato il Sète, sempre nella prima divisione francese, perdendo tra l'altro una finale di Coppa di Francia nella stagione 1941-1942. Nella stagione 1949-1950 ha invece allenato prima il Sète e poi il Nizza; nella stagione 1951-1952 ha infine allenato il Metz, sempre nella prima divisione francese, campionato in cui in questa stagione conquista un quinto posto in classifica.

## Palmarès

### Allenatore

#### Competizioni nazionali
- Coppa di Francia: 1

RC Paris: 1939-1940